# Philothermus floridensis
Philothermus floridensis är en skalbaggsart som först beskrevs av Sen Gupta och Roy Crowson 1973.  Philothermus floridensis ingår i släktet Philothermus och familjen gångbaggar. Inga underarter finns listade i Catalogue of Life.